# 难波小野王
难波小野王（なにわのおののみこ，？ - 仁贤天皇2年（489年）9月），《古事记》记作“难波王”，顯宗天皇皇后，无子女。
关于其父，《日本書紀》认为是丘稚子王（父亲是雄略天皇之子磐城皇子），《古事記》则认为是石木王（即磐城皇子）。
显宗天皇元年1月1日（485年2月1日）立后。仁贤天皇2年（489年）9月，自杀。
根据《日本书纪》的记载，在仁賢天皇还是皇太子时，身为皇后的难波小野王（仁贤天皇是其夫显宗天皇之兄弟）在宴会上对他非常傲慢，让他难堪。仁贤天皇即位后，她惧怕受罚而自杀。
| 前任： 草香幡梭姬皇女 | 日本皇后 485年—488年 | 繼任： 春日大娘皇女 |